# Mampe
Mampe ist ein deutscher Spirituosen-Hersteller, dessen Ursprünge auf die Entwicklung des Magenbitters Bittere Tropfen im Jahr 1831 zurückgehen. Von 1890 bis ca. 1980 genoss die Marke einen hohen Bekanntheitsgrad. Zur wirtschaftlichen Hochzeit des Unternehmens wurden 70 Sorten Liköre, Weinbrände und andere Spirituosen in über 11.000 Verkaufsstellen vertrieben.

## Geschichte

### Ursprung
Der geheime Sanitätsrat Carl Mampe Senior braute 1831 im pommerschen Stargard einen Magenbitter als Mittel gegen die zu der Zeit grassierende Cholera. Diese Bitteren Tropfen wurden fortan in Apotheken verkauft. Mampe zog bald in die aufstrebende deutsche Hauptstadt Berlin.
Der 1899 verstorbene Carl Mampe fand seine letzte Ruhestätte auf dem Musikerfriedhof der Sophiengemeinde Berlin.

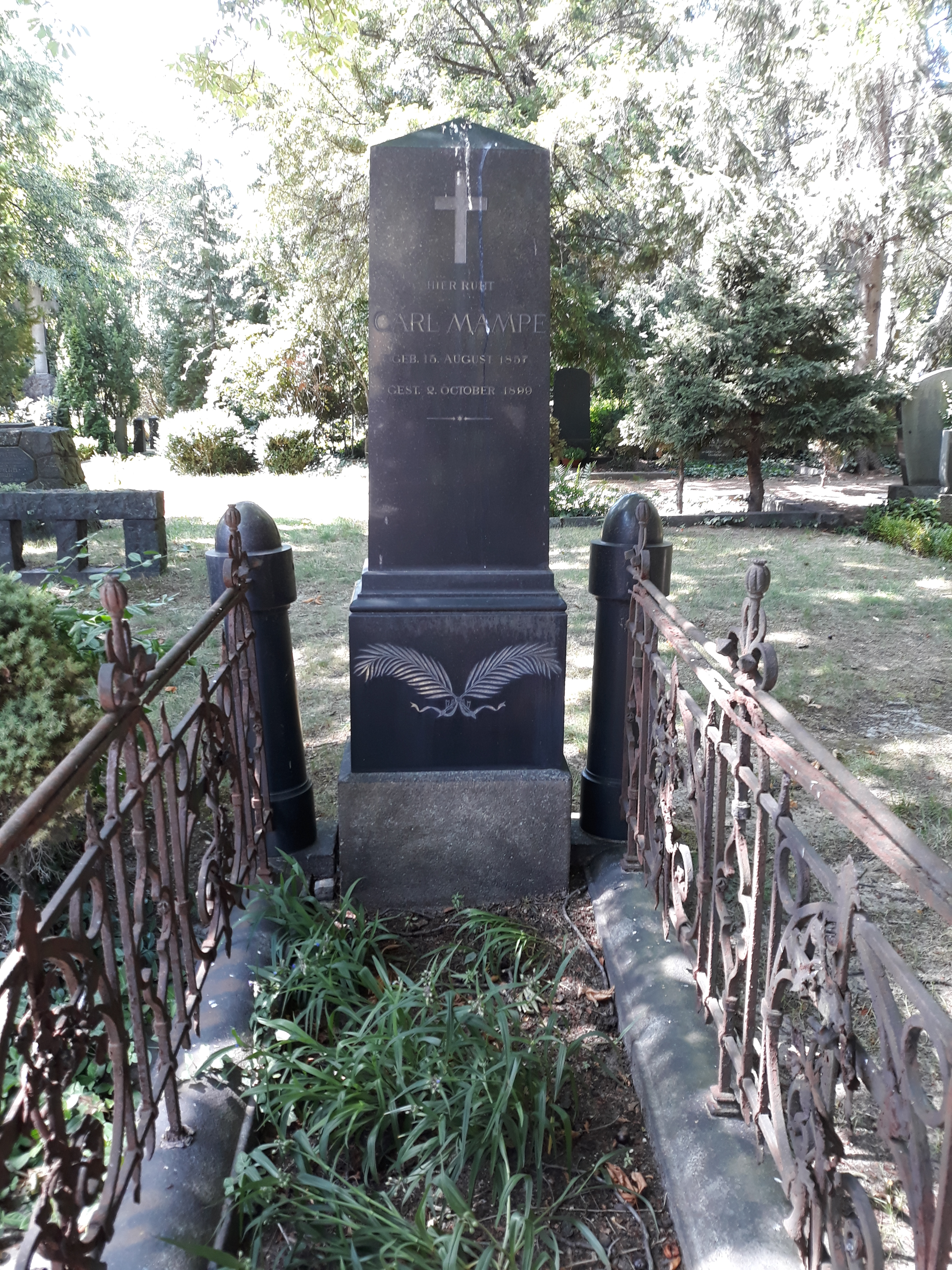
Grab von Carl Mampe auf dem Friedhof der Sophiengemeinde II in Berlin

### Carl Mampe Junior und Ferdinand Johann Mampe
Das Rezept zur Herstellung der Bitteren Tropfen gab Carl Mampe Senior an seine beiden Stiefbrüder Carl Mampe Junior und Ferdinand Johann Mampe weiter. Diese errichteten eine jeweils eigene Fabrik zur Herstellung der Bitteren Tropfen: Ferdinand Johann Mampe 1835 in Stargard und Carl Mampe Junior 17 Jahre später in Köslin. Die im Jahre 1877 gegründete Carl Mampe AG mit Walter Aleith an der Spitze siedelte später nach Berlin über. Ferdinand Johann Mampes Unternehmen produzierte hingegen noch bis zum Ende des Zweiten Weltkriegs in Stargard und verlagerte die Herstellung 1945 nach Hamburg.

### Mampe Berlin
Eine tragende Rolle im Aufstieg der Berliner Mampe AG hatte Robert Exner. Als Werbevertreter lernte er den Inhaber der Berliner Likörfabrik Carl Mampe kennen, wurde 1898 dessen Teilhaber und 1900 als Gatte der Witwe Alleininhaber. Mit dem Erwerb von Schutzrechten gelang es Exner, seine Firma zu einer der führenden Marken der deutschen Likörindustrie zu machen.
1922 wurde das Unternehmen in eine Familien-AG umgewandelt und Exner zum Generaldirektor bestellt. Im gleichen Jahr erwarb er die älteste deutsche, 1784 gegründete Weinbrennerei H. Teichelmann und Schwinge. Im Jahr 1929 hatte Exner die Produktion der damals modernsten Weinbrennerei auf 78 Likör- und Weinbrandsorten gesteigert, die in alle Welt exportiert wurden. Zu dem wirtschaftlichen Erfolg des Unternehmens trugen darüber hinaus die im Jahr 1916 erstmals eingerichteten  Mampe-Stuben als Musterbeispiel für Gaststätten-Ausstattung bei. In der wirtschaftlichen Hochzeit gab es in Berlin zwanzig solcher Stuben. Die Besucher konnten alle Produkte probieren, einen Imbiss gab es auch dazu. Sie gelten als frühe Probierstuben.
Nach dem Zweiten Weltkrieg befand sich eine Produktionsstätte im damaligen Stadtbezirk Lichtenberg, Stadtteil Hohenschönhausen, Weißenseer Weg 80–88. 195 wurden auch die Mampe-Stuben wieder aufgebaut und eröffnet.
Die Filiale in Ost-Berlin wurde wohl enteignet und danach noch bis Ende Juni 1959 treuhänderisch verwaltet, schließlich die Produktion an diesem Standort gänzlich aufgegeben, wie ein Dokument im Landesarchiv Berlin belegt: „Bis 30. Juni 1959 noch treuhänderisch, danach ist die Produktion einzustellen“. Das Erzeugnis Mampe Halb und Halb mit dem Schimmelgespann hat die Betriebsleitung von Kahlbaum in ihr Sortiment übernommen, das Warenzeichen (ohne den Zusatz ‚Mampe‘) wurde neu beantragt.
Die letzte Mampe-Stube, am Berliner Kurfürstendamm, musste im Jahr 1984 schließen, als die Firma in Konkurs ging.

### Mampe Hamburg
Die Firma F. J. Mampe KG nutzte seit ihrem Umzug nach Hamburg zwei Bruderschaft trinkende Mönche als Markenzeichen. Trotz großer Vertriebsanstrengungen blieb Mampe Hamburg im Schatten von Mampe Berlin.

### Konkurrenzkampf
Da beide Firmen ihre Produkte weltweit zu platzieren suchten, standen sie in Konkurrenz zueinander. Beispielsweise zweifelten Unternehmensvertreter die Echtheit des Konkurrenzproduktes an und warben mit Personen des öffentlichen Lebens, die sie zu ihrem Kundenstamm zählten. Anhaltende Rechtsstreitigkeiten waren die Folge. Die vom Gericht vorgeschlagene Fusion der Unternehmen wurde lange Zeit abgelehnt, bis sich im Jahr 1965 die seit 1964 dem Chef der Feinwaschmittelfabrik Rei-Werke, Willi Maurer, gehörende Carl Mampe AG, und die Hamburger F. J. Mampe KG auf eine Zusammenarbeit einigen konnten.

### Krise
Trotz der erfolgreichen Vermarktung verlor das Unternehmen seit etwa 1980 den Anschluss an die wachsende internationale Konkurrenz und versäumte eine zeitgemäße und gezielte Platzierung der Erzeugnisse vorzunehmen, so dass sich die Firma auf wenige Produkte konzentrierte. Nach Veräußerung des Familienbesitzes musste zeitweise die Produktion eingestellt werden.

### Seit 1990
Unmittelbar nach der deutschen Wiedervereinigung übernahmen zuerst die Doornkaat AG, dann die Berentzen-Gruppe die Lizenz-Produktion der Mampe-Spirituosen.

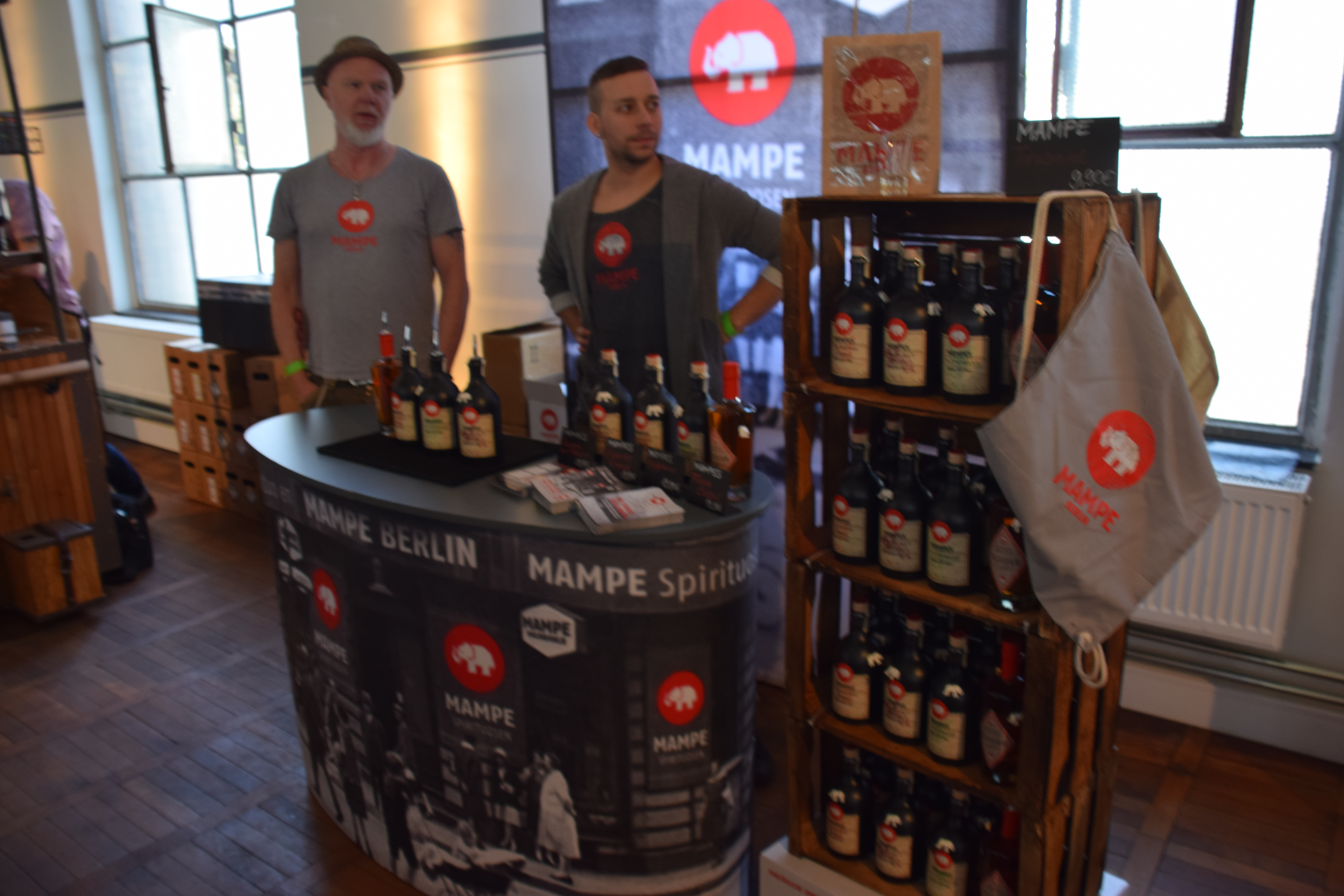
Mampe-Stand auf der Craft-Spirit-Messe Destille Berlin 2017

Im Jahr 2012 kauften die Berliner Thomas „Tom“ Inden-Lohmar und Frank Zächel die Markenrechte vom Berentzen-Konzern und stellen seitdem selbst wieder die Mampe-Produkte her, die sie ebenfalls selbst vertreiben. 2020 zog sich Frank Zächel aus dem Unternehmen zurück und neuer Gesellschafter wurde der Unternehmer Quirin Graf Adelmann von Adelmannsfelden.
Im Jahr 2013 erfolgte eine erfolgreiche Markt-Wiedereinführung von Mampe halb und halb, außerdem wurde die Produktpalette erweitert.

## Marke
Markenzeichen von Mampe Halb und Halb Berlin waren ein Schimmel-Gespann und seit 1951 der von August Rhades kreierte weiße Elefant im roten Kreis, der sich bis in die 1970er Jahre auf jedem Etikett befand. Zusätzlich zum Etikett ließ Mampe einen reliefartigen Mini-Elefanten aus weißem Plastik pressen, der jeder Flasche Halb und Halb um den Hals gebunden wurde. Diese kleinen Tierchen waren auch rasch ein beliebtes Sammel- oder Tauschobjekt.
Als F. J. Mampes Werk in Stargard produzierte, zierte jede Flasche ein Bild des berühmten Stargarder Mühlentors, während die Erzeugnisse nach dem Umzug nach Hamburg mit Brüderschaft trinkenden Mönchen warb. Danach wurde auch der später auf Auktionen Rekordpreise erzielende Whiskey Two Monks benannt. Zwischenzeitlich versuchte Mampe Hamburg einen Pudel als neues Logo. Dieser Markenzeichenwechsel erzielte jedoch nicht die erwünschte umsatzsteigernde Wirkung und wurde bald darauf eingestellt.
Der Anhänger in Form des altbekannten Plastikelefanten ist seit den 2010er Jahren wieder an den Mampe-Flaschen zu finden.
Die Erzeugnisse werden einerseits in handelsüblichen Glasflaschen abgefüllt, die gehobeneren Produkte auch in schwarzen Steingutflaschen.

## Medien

### David Bowie
David Bowie trat in David Hemmings Film Schöner Gigolo, armer Gigolo von 1978 als Mampe-Flasche auf.

### Mampes Gute Stuben
Es gab unter anderem in Berlin, Frankfurt am Main und Leipzig mehrere unter dem Namen Mampes Gute Stube firmierende Gaststätten. Diese wurden als Marketinginstrument genutzt und steigerten die Markenbekanntheit.
Das Berliner Lokal befand sich in der Erdgeschosszone des 1889 von Richard Beyme errichteten Mietshauses am Kurfürstendamm 15. Es war bei einem Umbau 1912 von Walter Koeppen eingerichtet worden. In den 1920er Jahren trafen sich an dieser Stelle viele Literaten, darunter Joseph Roth, der dort seinen Roman Radetzkymarsch vollendete. Das Lokal wurde 1986 geschlossen, aber unter Denkmalschutz gestellt.
Eine Berliner Gedenktafel an dem denkmalgeschützten Haus erinnert an diese Historie. Die Räume, die teilweise noch das Original-Interieur der ehemaligen Mampe-Stube zeigen, übernahm zunächst die Restaurantkette Mövenpick, von 2011 bis Ende Oktober 2016 befand sich dort eine Filiale von McDonald’s. Die weitere Zukunft der Räumlichkeiten ist ungewiss, da das Gebäude saniert und umgebaut werden soll.

## Sponsoring

### Hertha BSC
In der Fußball-Bundesligasaison 1978/79 war Mampe Trikot-Sponsor des Berliner Vereins Hertha BSC mit einem finanziellen Engagement von umgerechnet 90.000 Euro. Aufgrund der damals geltenden UEFA-Regularien durfte die Mannschaft, die das Halbfinale des UEFA-Pokals erreichte, nicht mit der Trikotwerbung auflaufen.

### Motorsport
Von 1977 bis 1979 unterstützte der damalige Eigentümer der Mampe AG, Willy Maurer, das Team Mampe-Ford-Zakspeed. Hans Heyer fuhr mit dem schwarz-gelben Ford Capri zu mehreren Rennsiegen. 1978 engagierte sich Mampe ebenfalls beim AMG Mampe Racing Team. Hans Heyer war auch hier der Fahrer.

### Berliner Zoo
Im Jahr 1924 bekam der Berliner Zoo als Attraktion von der Tierhandelsfirma Ruhe einen Elefanten namens Carl. 1926 folgte ein afrikanischer Waldelefant aus dem Tierpark Carl Hagenbecks aus Stellingen, der nach dem Nachnamen seines Sponsors Mampe genannt wurde. Mampe war ein Zwergelefant und erreichte nur eine Größe von 1,76 m.
Nach dem Zweiten Weltkrieg sponserte das Unternehmen einen weiteren Elefanten des Zoologischen Gartens, den Asiatischen Elefanten Mampe, der bis 1985 lebte. Auch gab es Merchandise-Artikel wie eine Flasche in der Silhouette eines Elefanten, die mit einer Mampesorte nach Wunsch gefüllt war und einen abnehmbaren Rüssel besaß.

## Produkte (Auswahl)

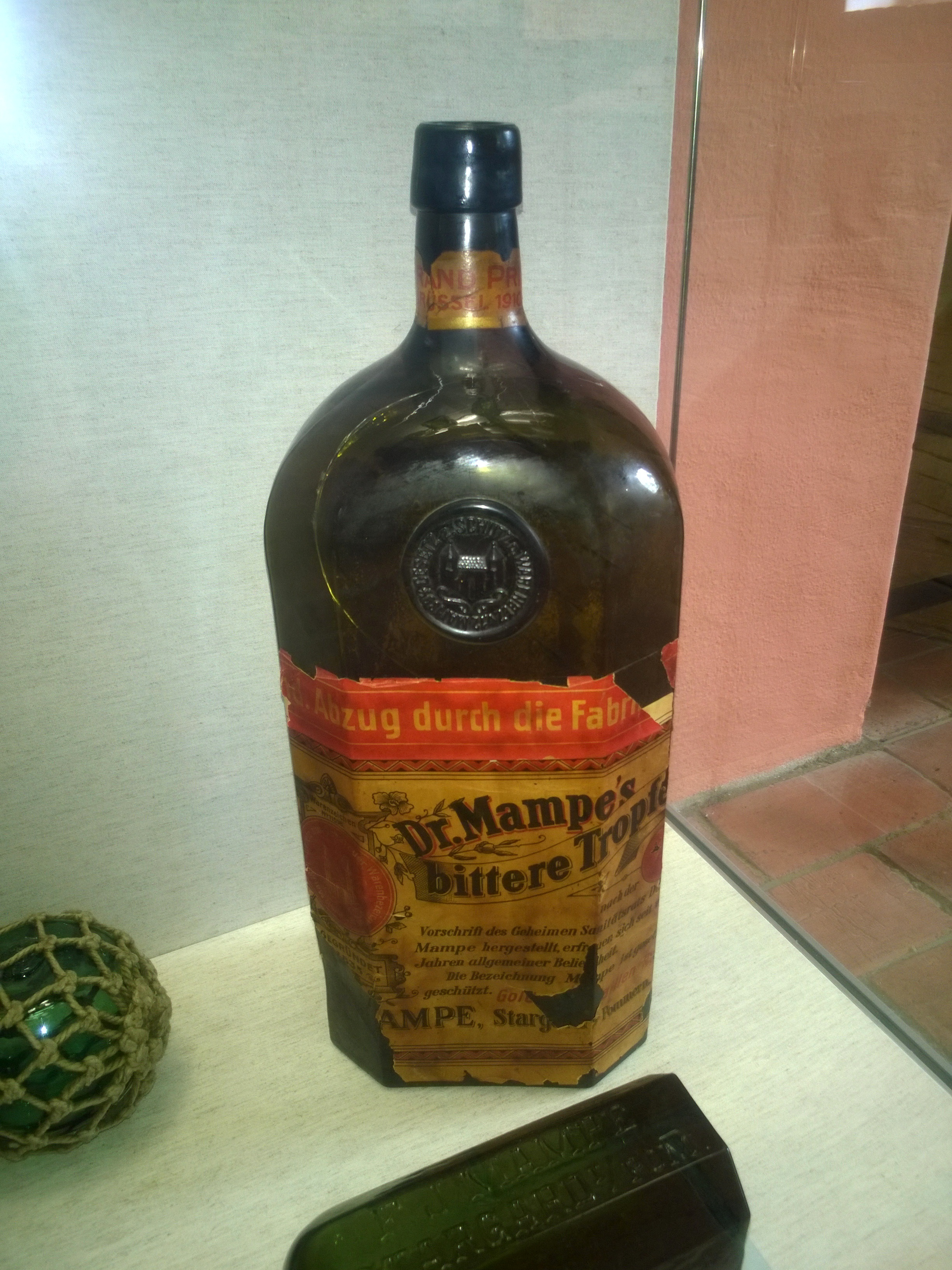
Mampes bittere Tropfen im Museum des Dreißigjährigen Krieges

In einer Preisliste aus dem Jahr 1937 sind über 70 verschiedene Sorten von Mampe Berlin zu finden. Es gab praktisch keine alkoholische Spezialität, die nicht vom Hause Mampe hergestellt wurde. Dazu zählten:

### Mampes Bittere Tropfen
Die ursprünglich als Medikament gegen Cholera entwickelten Bitteren Tropfen wurden aus Heilkräutern hergestellt.

### Mampe Lufthansa Cocktail
Der Lufthansa Cocktail, aus Champagner und Orangen-Aprikosen-Likör zubereitet, war in den 1960er und 1970er Jahren beim Jetset so beliebt, dass er auch für den normalen Handel in Flaschen abgefüllt wurde, die an einen Cocktail-Shaker erinnerten. Wie das Fliegen verlor auch der Cocktail zunehmend seine Exklusivität und wurde später stillschweigend eingestellt. Im Jahr 2005 feierte er ein Comeback als Lizenzprodukt der Berentzen-Gruppe.

### Mampe Halb & Halb

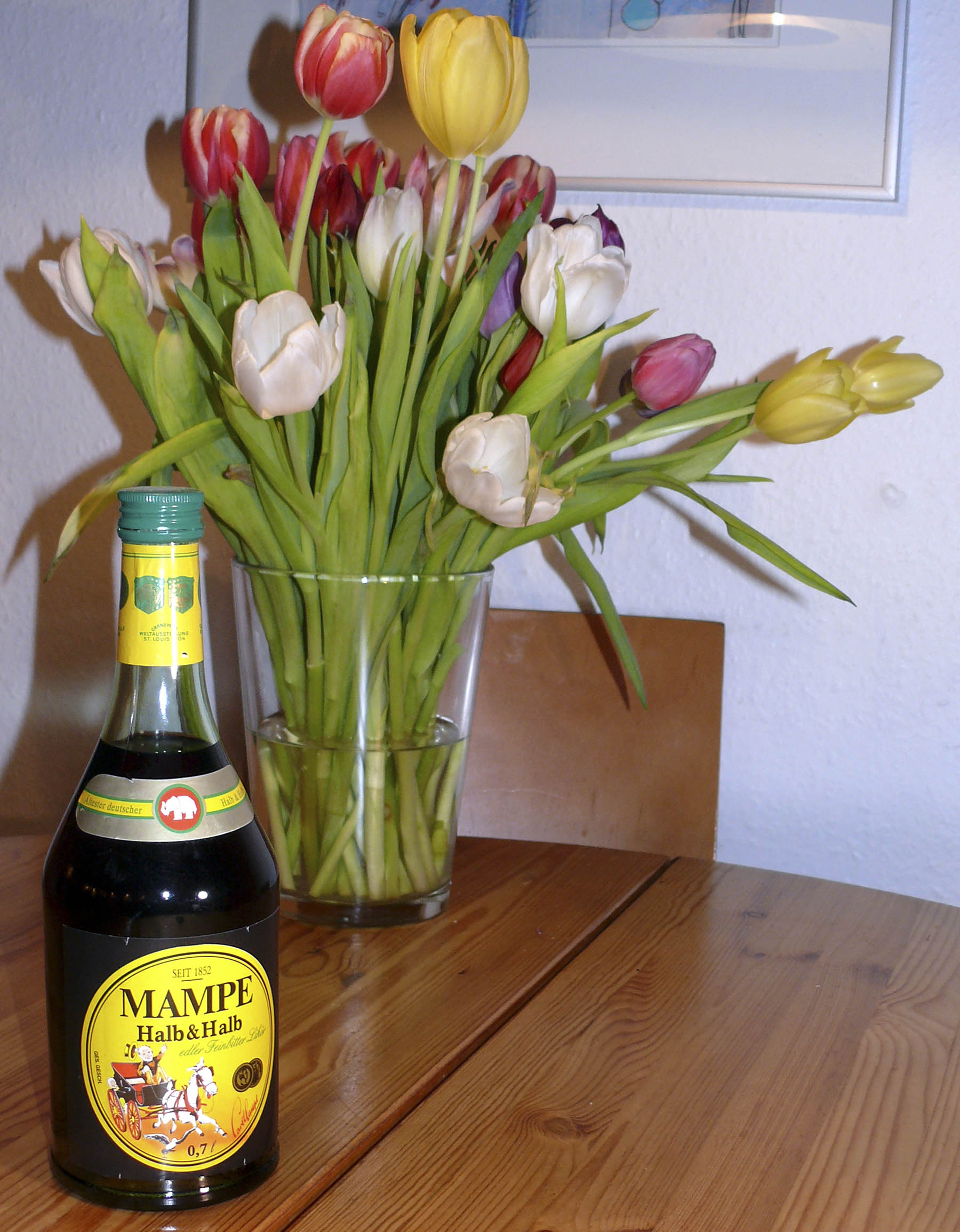
Mampe Halb und Halb in der alten Flasche

Den höchsten Absatz erzielte der von Carl Mampe Junior 1894 entwickelte Mampe Halb und Halb, der seinen Namen den bis zu 160 Kräutern und Bitterorangen verdankt, aus denen er jeweils zur Hälfte hergestellt wird.

### Mampe Gin und Mampe Wodka
Gin war eine der best verkauften Spirituosen des Berliner Unternehmens und wird im 21. Jahrhundert wieder angeboten, ebenso wie ein Wodka, der aus Weizen hergestellt und fünffach gefiltert ist.

### Ginspirator und weitere Projekte
Dieses hochprozentige Mischgegetränk können sich Interessenten auf der Mampe-Website selbst zusammenstellen. Neben dem gewünschten Alkoholgehalt und der damit verbundenen Wacholdernote stehen 26 Aromen zur Verfügung, die der Käufer individuell hinzufügen kann. Schließlich kann noch das Etikett personalisiert werden. Das fertige Produkt wird danach nach Hause geschickt (Stand August 2020).
Ab Oktober 2020 plant Inden-Lohmar die Einführung eines Casking, die Einlagerung einer Wunschspirituose in einem 30-Liter-Holzfass.

## Volksmund
Der Vierzeiler
Sind’s die Augen, jeh’ zu Mampe,

Jieß’ Dir eenen uff die Lampe,

kannste allet doppelt sehn,

brauchste nich zu Ruhnke jehn.
spielt auf den Optiker Carl Ruhnke an.
Die in den 1960er Jahren verwendeten Werbeslogans „In diesem Falle braucht man ihn, Mampe Halb und Halb Berlin“ (1962) und „Mampe Halb und Halb ist eine ganze Sache“ (1969) verweisen offensichtlich auf den Berliner Mauerbau 1961 und die faktische Teilung der Stadt.

## Auszeichnungen
- 1896 Königlich-Preußische Staatsmedaille, Berlin
- 1904 Grand Prix der Louisiana Purchase Exposition für Mampe Halb&Halb
- 1910 Gold-Medaille bei der Exposición Internacional del Centenario in Buenos Aires
- 1937 Großer Preis Internationale Kochkunstausstellung Frankfurt am Main

## Mampemuseum
Einige Jahre gab es ein von der Pädagogin Karin Erb betriebenes privates Museum, das sich mit der Marke, der Unternehmensgeschichte und der Produktrezeption beschäftigte. Hier ließen sich seltene Spezialitäten aus dem Mampe-Sortiment besichtigen sowie Exponate aus über 180 Jahren Mampe-Historie.